# 산니콜라스 (칠레)
산니콜라스(스페인어: San Nicolás)는 칠레 비오비오주 뉴블레 현의 코무나이다.